# 三島一
三島 一（みしま はじめ、1897年10月24日 - 1973年10月12日）は、東洋史学者。東洋大学教授、二松學舍大学教授、明治大学教授、戦後に専修大学教授。専門は唐代寺院経済史。

## 生涯
出生から修学期
1897年、実業家・三島桂のの長男として埼玉県で生まれた。幼少の頃は病弱な体質で、大森の小学校に入学したのは、9歳の時であった。東京府立第四中学校に入学したが、中学も2年遅れで卒業。同級生には羽仁五郎がいた。中学卒業の年は祖父・三島中州が没した年であり、また自身も病の床に就いたため第一高等学校の受験を失敗。第三高等学校に入学して学び、1920年に卒業。
東京帝国大学の東洋史学科に入学、池内宏および加藤繁の指導を受けた。卒業論文は『唐代における仏教経済の一考察』で、1926年に卒業した。
東洋史研究者として(戦前)
卒業後は、東京帝国大学の副手に採用された。1928年、開校したばかりの二松學舍専門学校（二松學舍大学の前身）教授となった。1931年からは明治大学の教授を兼任。同年、二松學舍の学生と中華民国を訪問した。1932年、瀬尾すみ江と結婚。この年、歴史学研究会が創立され、代表者（後の会長）に就任した。1945年5月25日、空襲のため代々木本町で被災。
戦後
1946年、中国研究所が設立され、その所員となった。1947年、日本民主主義教育協会が設立され、岩間正男と副会長に就任。1949年、専修大学教授に就き、二松學舍大学および明治大学の教授を兼任した。1961年、日中友好協会派遣日本民間教育家代表団の団長として中国を訪問。1973年、二松學舍大学を退任し、名誉教授となった。同1973年、東京都大田区の岩崎病院にて病没。享年75歳。

## 家族・親族
- 夫人：瀬尾すみ江。
- 父：三島桂は実業家。ミシガン大学、ワシントン大学の卒業生。
- 母：満寿。
- 祖父：三島中州は漢学者。1877年に学校法人二松學舍を開いた。

## 著作
著書
- 『東亜史概説』三邦出版社 1944

編著書
- 『東洋中世史』(世界歴史大系 5 第2篇) 鈴木俊と共著 平凡社 1934
- 『最新東洋歴史』右文書院 1935
- 『隋唐の盛世・経済』(東洋文化史大系 3) 誠文堂新光社 1938
- 『日本古代社会』石母田正と共編、日本読書組合 1947
- 『新しい出発』(世界歴史物語 8) 共編、河出書房 1956
- 『中国史と日本』新評論 1977[5]

論文
- CiNii